# ケルダール法
ケルダール法（ケルダールほう、Kjeldahl method）は、化学物質に含まれる窒素の量を求める分析方法。ヨハン・ケルダールによって考案された。
まず試料を硫酸と混ぜて加熱し、含まれる窒素を硫酸アンモニウムに変換する。その後、アルカリ性にして加熱し、発生するアンモニアの量を滴定によって定量する。食品や鉱物に含まれる窒素の定量、水質調査などに用いられる。

## 方法
ケルダール法の具体的な手順は、ISO、JIS、日本薬局方などで規定されている。
ケルダールフラスコに試料を正確に量り取り、硫酸を加える。液の沸点を上昇させるための硫酸カリウムと、分解を促進する触媒としてセレン・硫酸銅・酸化水銀のいずれかを加え、よく混ぜる。溶液が沸騰するまでフラスコを加熱し、反応を進行させる。液が透明になったら加熱をやめ、室温になるまで放置。
水酸化ナトリウムと水を加えてアルカリ性とし、蒸留する。蒸留物は濃度既知のホウ酸、塩酸、硫酸などの水溶液中に導き、含まれるアンモニアを吸収させる。この水溶液にpH指示薬を加えて滴定することで、試料に含まれていた窒素分が算出できる。
河川湖沼水のように試料の窒素含有量が低い場合は、試料をケルダール法で分解後、希硫酸を捕集液として水蒸気蒸留を行い、インドフェノール法で留出液中のアンモニアを定量する が、後述のように、アゾ化合物やニトロ化合物を含む場合はケルダール法を適用できない。

## 特徴
ケルダール法は多くの物質に適用できるが、正確に検出できるのはアミノ態窒素またはケルダール窒素と呼ばれる3価の窒素に限られる。アゾ化合物やニトロ化合物に含まれる窒素分は、硫酸と反応してアンモニア以外に窒素分子や窒素酸化物として遊離するため、ケルダール法では定量できない。これらの化合物を測定するときは、あらかじめ還元剤によってアミノ態窒素に還元しておくガニング変法と呼ばれる方法を用いる必要がある。
ケルダール法は、正確で再現性が高いことから、最も基本的な窒素分析法として国際的に用いられてきた。一方、硫酸や重金属触媒など、危険で環境負荷の高い試薬が必要であり、また分析に時間を要することから、今日ではより簡便なデュマ法が広く利用されている。